# Liste du patrimoine mondial au Guyana
Cet article recense les sites inscrits au patrimoine mondial au Guyana.

## Statistiques
Le Guyana accepte la Convention pour la protection du patrimoine mondial, culturel et naturel le 20 juin 1977.
En 2013, le Guyana ne compte aucun site inscrit au patrimoine mondial. Le pays a cependant soumis 5 sites à la liste indicative, 4 culturels et 1 naturel.

## Listes
Les sites suivants sont inscrits sur la liste indicative.
| Site                                                           | Région                               | Type                     | Date | Lien | Notes | Coordonnées                        | Illus. |
| -------------------------------------------------------------- | ------------------------------------ | ------------------------ | ---- | ---- | ----- | ---------------------------------- | ------ |
| Cathédrale anglicane de Georgetown                             | Demerara-Mahaica                     | Culturel (i)             | 1995 | 272  |       | 6° 48′ 27″ nord, 58° 09′ 50″ ouest |        |
| Fort Zeelandia et bâtiment du Court of Policy (en)             | Îles d'Essequibo-Demerara occidental | Culturel (iii)           | 1995 | 273  |       | 6° 47′ 00″ nord, 58° 31′ 00″ ouest |        |
| Hôtel de ville de Georgetown (en)                              | Demerara-Mahaica                     | Culturel (i)             | 1995 | 274  |       | 6° 48′ 40″ nord, 58° 09′ 54″ ouest |        |
| Structure de plantation et bâtiments historiques de Georgetown | Demerara-Mahaica                     | Culturel (ii), (iv), (v) | 2005 | 2008 |       | 6° 49′ 01″ nord, 58° 09′ 00″ ouest |        |
| Shell Beach (en)                                               | Barima-Waini                         | Naturel (x)              | 1995 | 275  |       | 8° 17′ 30″ nord, 59° 33′ 25″ ouest |        |